# Ėl'dar Salavatov
Ėl'dar Salavatov (in russo Эльдар Измитдинович Салаватов?; 28 agosto 1981) è un regista russo.

## Filmografia parziale

### Regista
- PiraMMMida (2011)
- Mamy (2012)